# Rescue on Fractalus
Rescue on Fractalus ist ein 1984 von Lucasfilm Games veröffentlichtes Action-Computerspiel. Es wird insbesondere in puncto Grafik und Dichte der Spielatmosphäre als wegweisend angesehen.

## Spielgeschehen
Ziel des Spiels und Mission des Spielers ist die Rettung aller auf dem Planeten Fractalus gestrandeten Piloten. Dazu wird vom Spieler ein Raumgleiter über die Planetenoberfläche gesteuert, wobei feindliche Abwehrstellungen durch eine Bordwaffe ausgeschaltet werden sollten, um in der Nähe der Gestrandeten landen und diese aufnehmen zu können. Die sich gelegentlich als Piloten tarnenden und auf die Raumgleiterkanzel einschlagenden Aliens (die J’hagga Ri Kachatki; nach der Betaversion des Spiels mit Namen Behind Jaggi Lines auch „Jaggies“ genannt) stellen hierbei ein wichtiges Spielelement dar, das die ganze Aufmerksamkeit des Spielers erfordert und damit neben der damals als spektakulär gefeierten Grafik zur spannenden und einzigartigen Spielatmosphäre beiträgt.

## Technische Details
Das gesamte Spielgeschehen wird durch dreidimensional wirkende Grafik dargestellt. Entgegen den damals gebräuchlichen Drahtgitter- oder Polygonmodellen wird in Rescue on Fractalus mit echtzeitgenerierter Fraktalgrafik gearbeitet. Der Begriff Fraktalgrafik bedeutet in diesem Fall die Verwendung von geometrischen Objekten mit nicht-ganzzahliger Dimension und entsprechender Algorithmen zu deren näherungsweisen Darstellung. Solche fraktalen Objekte zeichnen sich in sehr vielen Fällen durch einen „ausgefransten“, also unendlich detaillierten Rand aus, wie er bei Landschaften häufig anzutreffen ist. Aufgrund dieser Ähnlichkeit können umgekehrt mit Fraktalen auch Landschaften modelliert werden – und zwar realistischer als es durch texturierte Polygone zur damaligen Zeit möglich war.
Die im Spiel verwendete Musik orientiert sich stark am Fliegenden Holländer von Richard Wagner.